# Cronache delle guerre demoniache
Cronache delle guerre demoniache (永井豪SF怪奇傑作選 邪神戦記?, Jashin Senki) è un manga scritto e disegnato da Gō Nagai. È stato serializzato sulla rivista Princess nel febbraio 1975 e poi pubblicato in volume unico da Kōdansha il 4 gennaio 2013.

## Sinossi
Il manga sono presenti sei storie autoconclusive in cui l'autore racconta diversi miti e leggende legati al folklore giapponese.

## Pubblicazione
| Nº | Data di prima pubblicazione | Data di prima pubblicazione | Data di prima pubblicazione | Data di prima pubblicazione |
| Nº | Giapponese                  | Giapponese                  | Italiano                    | Italiano                    |
| -- | --------------------------- | --------------------------- | --------------------------- | --------------------------- |
| 1  | 4 gennaio 2013              | ISBN 978-4-06-376746-9      | 27 ottobre 2021             | ISBN 978-8834907283         |